# 綾羅島5月1日競技場
39°2′58.47″N 125°46′30.79″E / 39.0495750°N 125.7752194°E

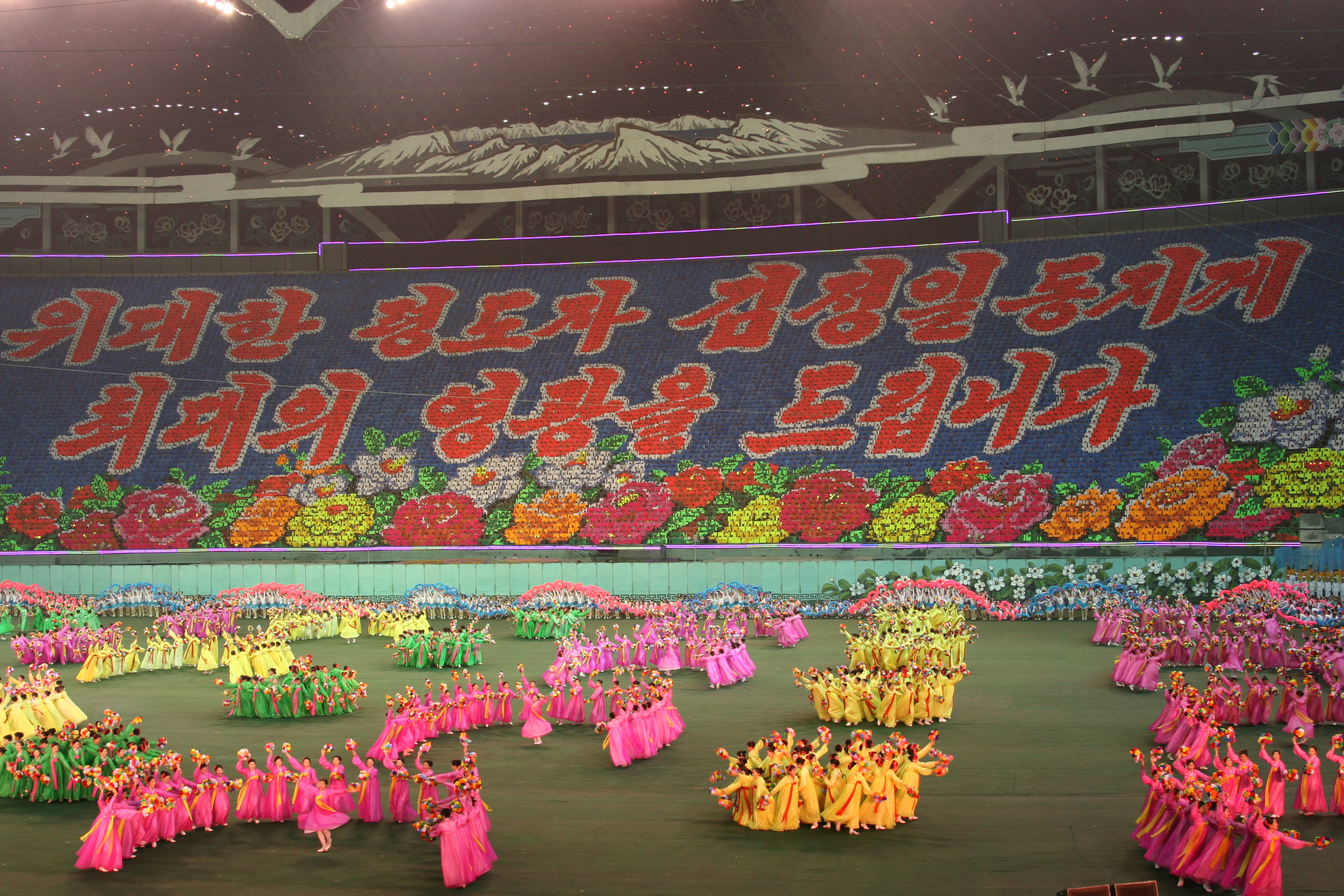
5月1日竞技场在上演大型歌舞剧阿里郎

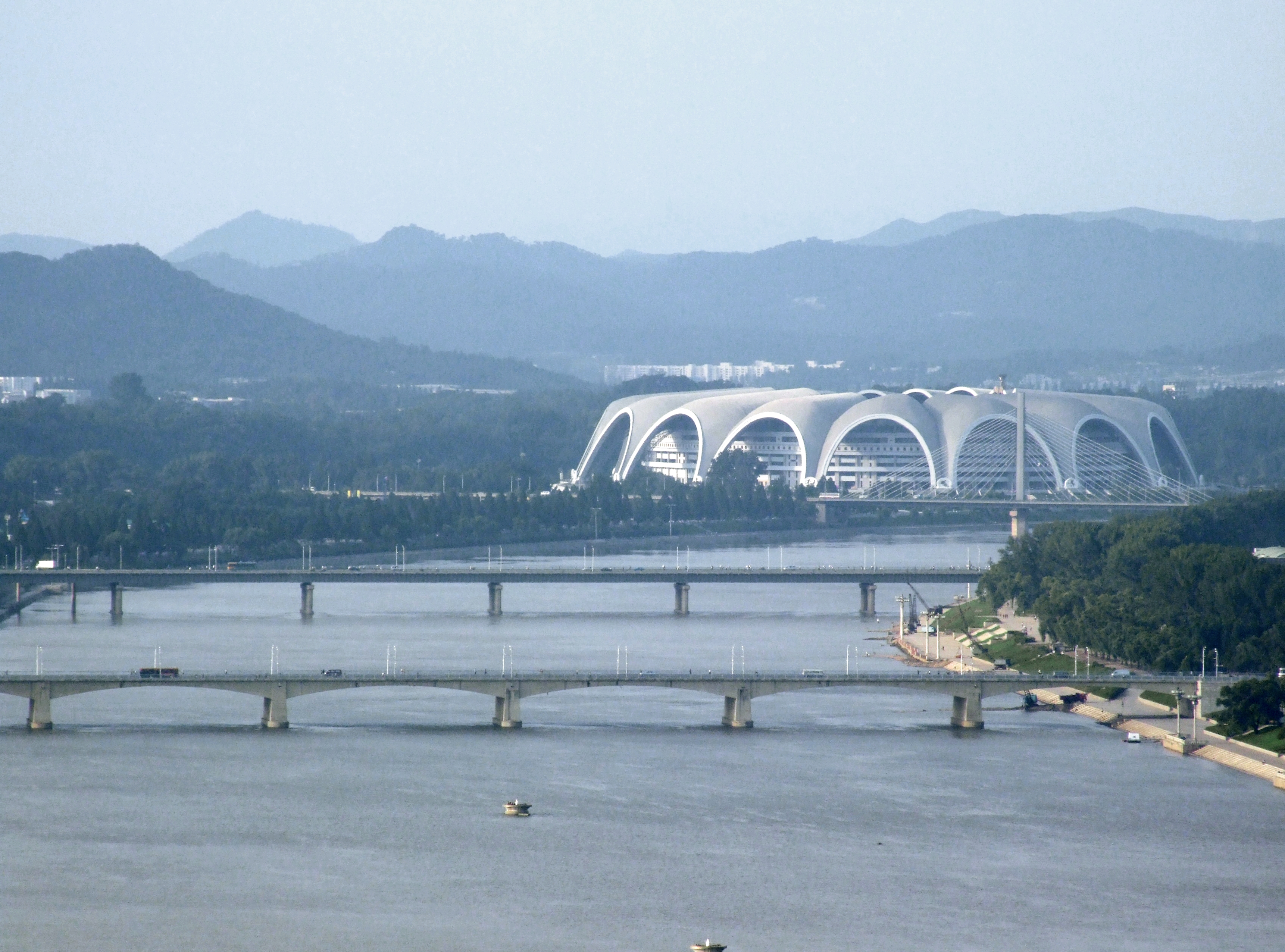
大同江与五一体育场

綾羅島5月1日競技場或5月1日競技場、五一体育场，是位於朝鮮平壤的體育場，啟用於1989年5月1日，是为了迎接在1989年7月1日开幕的世界青少年和學生節，名稱來自於該體育場的所在地：大同江中的綾羅島、以及國際勞動節的日期：5月1日。座位總數曾達150,000席，現為114,000席。曾經是全世界容納人數最多的體育場，其扇形頂部是整個建築的最大特色。草地面積達到22,500平方米（242,200平方呎），場區總面積更超過207,000平方米（2百20萬平方呎）。
與球場的體育賽事相比，慶祝金日成生辰的太陽節、阿里郎節表演活動、以及朝鮮建國日的活動更為有名。在2002年5月，一場宏大而精巧的舞蹈在球場舉行，目的是慶祝已故建國領導人金日成的誕辰，以及前任領導人金正日的60周年大壽。活動包括了100,000名穿著奇裝異服的參加者，這一人數竟然比觀眾還多一倍。
球場亦是金正日於2000年接待美國國務卿馬德琳·奧爾布賴特的場所。馬德琳·奧爾布賴特是美國政府中造訪朝鮮的最高層級官員。
体育场于1995年4月28日至29日举办了由15场职业摔角比赛组成的平壤国际和平体育文化节，其中4月29日有190,000人入场观看。这也是该体育场入场人数最多的记录。